# Болезнь Отто—Хробака
Болезнь Отто—Хробака (лат. protrusio acetabuli intrapelvitica) — заболевание тазобедренного сустава, заключающееся в постепенном западании дна вертлужной впадины в таз, в основе которого лежит нарушение хондрогенеза с образованием Y-образного хряща и деформацией костей таза. Редкий дефект вертлужной впадины, впадины, в которую входит головка бедренной кости, образующая тазобедренный сустав. Может протекать бессимптомно. Ограничение подвижности сустава является самым ранним признаком, наряду с болью.
Под влиянием нагрузок неполноценно сформированный хрящ имеет низкие прочностные качества и не в состоянии удерживать в одном узле три тазовые кости. Кости таза начинают постепенно расходиться, головка бедренной кости погружается глубоко в вертлужную впадину, формируя так называемый таз Отто—Хробака. Характерная деформация костей таза является двусторонним поражением и встречается преимущественно у лиц женского пола в возрасте 50-60 лет. Впервые болезнь Отто—Хробака была описана немецким анатомом и патологом  А.Отто, а также австрийским гинекологом Р. Хробаком.